# Mare Nostrum (brætspil)
Mare Nostrum er et brætspil, designet af Serge Laget og udgivet i 2003 af Descartes Editeur på fransk og af Eurogames på engelsk. Det omtales som et forsøg på at lave en light-version af det tidskrævende brætspil Civilization, som ofte tager over otte timer at færdiggøre. Til sammenligning tager det ca. to-tre timer at gennemføre Mare Nostrum.
Mare Nostrum er navngivet efter romernes navn for Middelhavet (Mare Nostrum=Vort hav), og spilpladen dækker Middelhavet, de tilstødende landområder og de fem civilisationer i basisudgaven af spillet er: Romerriget, Karthago, Grækenland, Egypten og Babylon. 

## Udvidelser
- Mare Nostrum – Mythology Expansion (2005). Denne udvidelse tilføjer et nyt landområde til spilbrættet og en ekstra civilisation, sagnriget Atlantis, som er placeret vest for Herkules' Søjler. Dette giver mulighed for at spille med seks civilisationer. Derudover tilføres guder, mytologiske væsner, flere helte, samt en ny handelsvare: lertøj. Endelig har Mythology Expansion en gennemrevideret regelbog.